# ماري هيلين ستيفانياك
ماري هيلين ستيفانياك هي كاتبة أمريكية. تنحدر من عائلة الكروات المجر، والتي نشأت من نوفوسيلو (توتوجيفالو) في المجر، هي جزء من الأقلية الكرواتية في ذلك البلد. وهي مؤلفة كتب «التخزين الذاتي وقصصص أخرى»، «الترك وأمي» وكتاب«كالفيز بغداد» «جورجيا».حصلت مجموعتها من القصص القصيرة التخزين الذاتي وقصص أخرى على جائزة بنتا من جمعية مكتبات ويسكونسن لأفضل كتاب نشره مؤلف من ويسكونسن في عام 1997. وهي أيضا الفائزة بجامعة بينغهامتون جون غاردنر جائزة الكتاب الخيالي عن روايتها الأولى (الترك وأمي) والتي تُرجمت إلى عدة لغات. ظهر ستيفانياك مرتين في مختارات قصص جديدة من الجنوب: أفضل عام (2200 و2006) في سبتمبر 2010، صنف ناشرون روايتها على أنها قراءة ممتعة.
تدرس الكتابة الابداعية في جامعة كريتون في أوماها، نبراسكا وهي معلمة في هيئة التدريس في جامعه باسيفيك في فورسفت جروف أوريغون، تعيش هي وزوجها في مدينة آيوا لديهم ابن جيف وبنتان ليز ولورين. في عام 2011، حصلت على جائزة كتاب الذئب عن كاليفز بغداد، جورجيا جوائز «تكريم الكتب التي قدمت مساهمات مهمة في فهمنا للعنصرية وتقديرنا للتنوع الفني للثقافات البشرية».